# Web3D
Ne doit pas être confondu avec Web 3.D.
 (mars 2011).
Si vous disposez d'ouvrages ou d'articles de référence ou si vous connaissez des sites web de qualité traitant du thème abordé ici, merci de compléter l'article en donnant les références utiles à sa vérifiabilité et en les liant à la section « Notes et références ».
Le Web3D désigne le contenu en 3D interactive qui sont intégrés à des pages HTML, et que l'on peut visualiser par l'intermédiaire de son navigateur Web.
En 2009, les navigateurs requièrent l'installation d'un plugin pour afficher ce type de contenus.
En 2011, plusieurs navigateurs (Firefox, Chromium, Opera, Safari) supportent nativement WebGL (un lien JavaScript vers le standard OpenGL ES). Cette technologie est susceptible de se développer du fait de l'utilisation du standard industriel OpenGL, de son aspect libre de droit, de la facilité d'utilisation pour l'internaute (pas de plugin) ainsi qu'une bonne intégration dans le contenu de la page rendu possible grâce à l'utilisation de la balise canvas qui a des chances de s'imposer et de contribuer au développement du Web3D. Début 2012, diverses applications de visualisation, vidéo interactives, démonstrations techniques et jeux sont déjà disponibles. La bibliothèque libre (licence MIT) Three.js répandue dans les démonstrations techniques, permet de faciliter la mise en place d'applications WebGL.
Les techniques actuelles du Web3D permettent, au-delà de simples sites en 3D, le développement futur de jeux en 3D en ligne, notamment des jeux massivement multijoueurs directement jouables dans le navigateur.

## Formats disponibles
Parmi les nombreux formats et modes d'intégration disponibles, on peut citer :
- VRML
- WireFusion
- Scol
- Java 3D
- Shockwave
- Virtools
- X3D (extension du VRML)
- Quest3D
- Nova
- Webseed
- Unity
- ShiVa
- Dx Studio
- Torque 3D
- WebGL
- Burster (Blender Web Plugin)
- O3D